# Liste der Gemeinden in Namibia
Die ist eine Liste der Gemeinden in Namibia. Es handelt sich dabei um einen offiziellen Status im Rahmen der öffentlichen Verwaltung in Namibia.
Es wird zwischen Part 1 Municipalities (Entsprechung einer Stadtgemeinde), Part 2 Municipalities (Entsprechung einer einfachen Gemeinde) sowie Cities (Große Stadt), Towns (Stadt),  Villages (Dorf) und Settlements (Siedlung) – letztere jeweils ohne Gemeindeordnung – unterschieden.

## Gemeindeverband
Der öffentliche Gemeindeverband für die namibischen Gemeinden ist die Association of Local Authorities in Namibia (ALAN), welche die Interessen dieser gegenüber der namibischen Regierung in Windhoek vertritt. Der Gemeindeverband von Namibia berät und unterstützt die Gemeinden auch bei ihrer Verwaltungskooperation und ihrer kommunalen Selbstverwaltung.

## Liste

### Teil-1-Stadtgemeinden
| Wappen | Stadtgemeinde | Region |
| ------ | ------------- | ------ |
|        | Swakopmund    | Erongo |
|        | Walvis Bay    | Erongo |
|        | Windhoek      | Khomas |

### Teil-2-Gemeinden
| Wappen | Gemeinde     | Region           |
| ------ | ------------ | ---------------- |
|        | Gobabis      | Omaheke          |
|        | Grootfontein | Otjozondjupa     |
|        | Henties Bay  | Erongo           |
|        | Karasburg    | ǁKharasKlicklaut |
|        | Karibib      | Erongo           |
|        | Keetmanshoop | ǁKharas          |
|        | Mariental    | Hardap           |
|        | Okahandja    | Otjozondjupa     |
|        | Omaruru      | Erongo           |
|        | Otjiwarongo  | Otjozondjupa     |
|        | Outjo        | Kunene           |
|        | Tsumeb       | Omusati          |
|        | Usakos       | Erongo           |

Quelle: 
Stand: Juli 2022